# Чемпіонат Європи з футболу 1996
Чемпіонат Європи з футболу 1996 — 10-й чемпіонат Європи, що проходив з 8 по 30 червня 1996 року у вісьмох містах Англії. Чемпіоном турніру стала збірна Німеччини, яка перемогла у фіналі команду Чехії з рахунком 2:1, забивши золотий гол на 95 хвилині матчу.
Це був перший чемпіонат Європи, у фінальній частині якого брали участь 16 команд. Також на турнірі вперше введено правило трьох очок за перемогу та правило золотого голу.
Завдяки більшій кількості команд та відповідно більшій кількості поєдинків на чемпіонаті було встановлено рекорд загальної відвідуваності. Трохи більше 1,2 мільйона глядачів прийшли на 31 поєдинок турніру, цей рекорд протримався 16 років і був побитий на Євро 2012.
Команда Німеччини здобула свій третій титул чемпіона Європи загалом і перший після возз'єднання Німеччини.

## Кваліфікація
Докладніше див. Чемпіонат Європи з футболу 1996 (кваліфікаційний раунд).

## Команди
Склади команд-учасниць див. Чемпіонат Європи з футболу 1996 (склади команд).

## Груповий етап

### Група A
|            |   |     |   |     |   |   |    |
| Команда    | М | Пер | Н | Пор | + | - | Оч |
| Англія     | 3 | 2   | 1 | 0   | 7 | 2 | 7  |
| Нідерланди | 3 | 1   | 1 | 1   | 3 | 4 | 4  |
| Шотландія  | 3 | 1   | 1 | 1   | 1 | 2 | 4  |
| Швейцарія  | 3 | 0   | 1 | 2   | 1 | 4 | 1  |
|            |   |     |   |     |   |   |    |

| Результати     |                  |            |           |            |
| Дата           | Місце проведення |            | Результат |            |
| 8 червня 1996  | Лондон           | Англія     | 1:1       | Швейцарія  |
| 10 червня 1996 | Бірмінгем        | Нідерланди | 0:0       | Шотландія  |
| 13 червня 1996 | Бірмінгем        | Швейцарія  | 0:2       | Нідерланди |
| 15 червня 1996 | Лондон           | Шотландія  | 0:2       | Англія     |
| 18 червня 1996 | Бірмінгем        | Шотландія  | 1:0       | Швейцарія  |
| 18 червня 1996 | Лондон           | Нідерланди | 1:4       | Англія     |

### Група B
|          |   |     |   |     |   |   |    |
| Команда  | М | Пер | Н | Пор | + | - | Оч |
| Франція  | 3 | 2   | 1 | 0   | 5 | 2 | 7  |
| Іспанія  | 3 | 1   | 2 | 0   | 4 | 3 | 5  |
| Болгарія | 3 | 1   | 1 | 1   | 3 | 4 | 4  |
| Румунія  | 3 | 0   | 0 | 3   | 1 | 4 | 0  |
|          |   |     |   |     |   |   |    |

| Результати     |                  |          |           |          |
| Дата           | Місце проведення |          | Результат |          |
| 9 червня 1996  | Лідс             | Іспанія  | 1:1       | Болгарія |
| 10 червня 1996 | Ньюкасл          | Румунія  | 0:1       | Франція  |
| 13 червня 1996 | Ньюкасл          | Болгарія | 1:0       | Румунія  |
| 15 червня 1996 | Лідс             | Франція  | 1:1       | Іспанія  |
| 18 червня 1996 | Ньюкасл          | Франція  | 3:1       | Болгарія |
| 18 червня 1996 | Лідс             | Румунія  | 1:2       | Іспанія  |

### Група C
|           |   |     |   |     |   |   |    |
| Команда   | М | Пер | Н | Пор | + | - | Оч |
| Німеччина | 3 | 2   | 1 | 0   | 5 | 0 | 7  |
| Чехія     | 3 | 1   | 1 | 1   | 5 | 6 | 4  |
| Італія    | 3 | 1   | 1 | 1   | 3 | 3 | 4  |
| Росія     | 3 | 0   | 1 | 2   | 4 | 8 | 1  |
|           |   |     |   |     |   |   |    |

| Результати     |                  |           |           |           |
| Дата           | Місце проведення |           | Результат |           |
| 9 червня 1996  | Манчестер        | Німеччина | 2:0       | Чехія     |
| 11 червня 1996 | Ліверпуль        | Італія    | 2:1       | Росія     |
| 14 червня 1996 | Ліверпуль        | Чехія     | 2:1       | Італія    |
| 16 червня 1996 | Манчестер        | Росія     | 0:3       | Німеччина |
| 19 червня 1996 | Ліверпуль        | Росія     | 3:3       | Чехія     |
| 19 червня 1996 | Манчестер        | Італія    | 0:0       | Німеччина |

### Група D
|            |   |     |   |     |   |   |    |
| Команда    | М | Пер | Н | Пор | + | - | Оч |
| Португалія | 3 | 2   | 1 | 0   | 5 | 1 | 7  |
| Хорватія   | 3 | 2   | 0 | 1   | 4 | 3 | 6  |
| Данія      | 3 | 1   | 1 | 1   | 4 | 4 | 4  |
| Туреччина  | 3 | 0   | 0 | 3   | 0 | 5 | 0  |
|            |   |     |   |     |   |   |    |

| Результати     |                  |            |           |            |
| Дата           | Місце проведення |            | Результат |            |
| 9 червня 1996  | Шефілд           | Данія      | 1:1       | Португалія |
| 11 червня 1996 | Нотінгем         | Туреччина  | 0:1       | Хорватія   |
| 14 червня 1996 | Нотінгем         | Португалія | 1:0       | Туреччина  |
| 16 червня 1996 | Шефілд           | Хорватія   | 3:0       | Данія      |
| 19 червня 1996 | Нотінгем         | Хорватія   | 0:3       | Португалія |
| 19 червня 1996 | Шефілд           | Туреччина  | 0:3       | Данія      |

## Чвертьфінал
| Результати     |                  |            |                |            |  |  |  |
| Дата           | Місце проведення |            | Результат      |            |  |  |  |
| 22 червня 1996 | Лондон           | Англія     | 0:0 (п.п. 4:2) | Іспанія    |  |  |  |
| 22 червня 1996 | Ліверпуль        | Нідерланди | 0:0 (п.п. 4:5) | Франція    |  |  |  |
| 23 червня 1996 | Манчестер        | Німеччина  | 2:1            | Хорватія   |  |  |  |
| 23 червня 1996 | Бірмінгем        | Чехія      | 1:0            | Португалія |  |  |  |
|                |                  |            |                |            |  |  |  |

## Півфінал
| Результати     |                  |         |                |           |  |  |  |
| Дата           | Місце проведення |         | Результат      |           |  |  |  |
| 26 червня 1996 | Манчестер        | Франція | 0:0 (п.п. 5:6) | Чехія     |  |  |  |
| 26 червня 1996 | Лондон           | Англія  | 1:1 (п.п. 5:6) | Німеччина |  |  |  |
|                |                  |         |                |           |  |  |  |

## Фінал
| Результати     |                  |           |                                 |       |
| Дата           | Місце проведення |           | Результат                       |       |
| 30 червня 1996 | Лондон           | Німеччина | 2:1 додатковий час, золотий гол | Чехія |

## Бомбардири
| 5 голів - Алан Ширер 3 голи - Христо Стоїчков - Юрген Клінсманн - Давор Шукер - Брайан Лаудруп 2 голи - Олівер Бірхоф - Маттіас Заммер - Тедді Шерінгем - П’єрлуїджи Казірагі |